# Jailson Marques Siqueira
Jailson Marques Siqueira, voetbalnaam Jailson, (Caçapava do Sul, 7 september 1995) is een Braziliaans voetballer die als defensieve middenvelder speelt. Jailson tekende in september 2020 voor de Chinese club Dalian Professional FC dat hem voor 4,5 miljoen euro overnam van Fenerbahçe.

## Carrière
Op 11 juni 2016 maakte Jailson zijn debuut op het hoogste niveau. Hij deed dit in een competitiewedstrijd tegen Fluminense FC, de match eindigde op 1–1. Jailson viel in de 64ste minuut in.
In 2017 won hij met Grêmio de Copa Libertadores door beide finales te winnen van de Argentijnse club CA Lanús. Daardoor mocht hij met Grêmio eind 2017 deelnemen aan het Wereldkampioenschap voetbal voor clubs, ze bereikte de finale. Deze werd gespeeld tegen Real Madrid CF uit Spanje. Real Madrid won de finale met 1–0 na een rake vrijetrap van Cristiano Ronaldo. Op 31 augustus 2018 tekende hij voor €4.900.000,- bij Fenerbahçe SK. Na twee seizoenen vertrok Jailson op 18 september voor een bedrag van 4,5 miljoen euro over naar Dalian Professional FC.
In 2022 keerde Jailson transfervrij terug naar zijn geboorteland om voor SE Palmeiras te gaan spelen dat het seizoen daarvoor de Copa Libertadores had gewonnen.

## Erelijst
| Competitie           |        |         |        |        |
| Competitie           | Aantal | Jaren   |        |        |
| Grêmio               | Grêmio | Grêmio  | Grêmio | Grêmio |
| -------------------- | ------ | ------- | ------ | ------ |
| Copa Libertadores    | 1x     | 2017    |        |        |
| Copa do Brasil       | 1x     | 2016    |        |        |
| Recopa Sudamericana  | 1x     | 2017/18 |        |        |
| Palmeiras            |        |         |        |        |
| Recopa Sudamericana  | 1x     | 2021/22 |        |        |
| Braziliaans Kampioen | 1x     | 2022    |        |        |